# 骠绍梯民兵
骠绍梯民兵（緬甸語發音：[pjù.sɔ́.tʰí pjì.θu̼ sɪʔ.tæʔ.mjá]）是指由支持缅甸军政府的村民所组成的松散民兵团体。该术语首次使用于1956年，当时吴努政府创建了骠绍梯准军事部队以协助军队开展反暴亂行動。1958年政变后，军队试图解散他们，但他们反而演变成反法西斯人民自由联盟的私有民兵。1962年緬甸軍事政變后，他们更成功地被“戛规耶”自卫队取代。 2000年代，这些团体从现有的佛教民族主义者、军方代理人政党、联邦巩固与发展党和退伍军人的当地重新出现。2021年，民兵变得越来越活跃，军政府指定的街区和村组行政管理人员及办公室在全国各地遭到袭击。观察家注意到与缅甸爱国会等极端民族主义团体的联系。

## 历史
这个名字来源于缅甸历史上的一位传奇国王骠绍梯 。1956年，吴努领导下的缅甸政府制定了当地村镇防御计划，使用名为“骠绍梯”的准军事部队协助缅甸国防军开展平叛行动。 1958年政变后，军队试图解散他们并解除他们的武装，但成功程度参差不齐。骠绍梯很快成为地方领导人的私人军队，由当时占主导地位的政党反法西斯人民自由联盟任命。在1956年和1960年的选举期间，他们在农村地区横冲直撞，强制进行投票。1962年缅甸政变后，奈温用他自己的自卫队（緬甸語：民兵组织取代了他们。
“骠绍梯”一词在2000年代重新出现，被缅甸媒体用来指代支持军事的关系网和团体。缅甸安全部队此前也部署过类似的关系网，包括在2007年镇压藏红花革命的“算阿欣”（意为“武士”）组织。观察家注意到与缅甸爱国会等极端民族主义团体的联系。
在2021年缅甸内战期间，骠绍梯民兵经常与缅军并肩作战，帮助占领有争议的地区。 在2021年緬甸軍事政變和随后的缅甸内战发生后，缅甸安全部队利用骠绍梯民兵来增援、提供军事情报和了解当地地形。这些团体是从现有的佛教民族主义者、军方代理人政党、联邦巩固与发展党成员以及2020年緬甸議會選舉前的退伍军人组成的当地关系网中涌现出来的。2021年5月，民兵变得越来越活跃，以应对抵抗运动对军政府指定的街区和村组管理人员及办公室的袭击。警察部队用缴获的猎枪和其他旧武器武装了装备较差的骠绍梯民兵。